# 합천 청량사 석조여래좌상
합천 청량사 석조여래좌상(陜川 淸凉寺 石造如來坐像)은 대한민국 경상남도 합천군 청량사에 있는, 남북국 시대 신라의 불상이다.
1963년 1월 21일 대한민국의 보물 제265호 청량사석조석가여래좌상(淸凉寺石造釋迦如來坐像)으로 지정되었다가, 2010년 8월 25일 현재의 명칭으로 변경되었다.

## 개요
불신, 대좌(臺座), 광배(光背)가 모두 갖추어진 완전한 형태의 불상이다.
머리 위에는 상투 모양의 머리(육계)가 작게 표현되어 있고, 풍만한 둥근 얼굴에서는 강한 의지를 엿볼 수 있다. 어깨는 넓고 당당하며 가슴이 발달되었고, 두 팔과 다리 등은 양감이 풍부하여 힘이 넘치는 자세이다. 왼쪽 어깨를 감싸고 있는 옷에는 얇게 빚은 듯한 평행계단식의 옷주름이 매우 간략하게 표현되었다. 광배는 배(舟) 모양으로, 머리광배와 몸광배를 2줄의 선으로 표현하였다. 광배 가장자리에는 불꽃무늬와 비천(飛天)무늬가 조각되었고, 머리광배 위에는 작은 부처가 새겨져 있다.
대좌는 4각형인데, 상·중·하대로 구성되었다. 중대는 4각형으로 각 면마다 2구의 보살상이 조각되었는데 풍만하고 아름다운 모습이다. 하대에는 연꽃무늬를 조각하였으며 그 아래 1면에 2구의 팔부신상(八部神像)을 새겼다.
전체적으로 양감을 강조한 것으로 풍만감과 탄력성을 지니고 있는 이 석불좌상은 불상조각의 우수함과 대좌 양식 및 그 장식이 우아한 점에서 9세기에 만들어진 뛰어난 불상임을 알 수 있다.

## 현지 안내문
삼단의 사각형 대좌 위에 항마촉지인에 결가부좌하였고, 착의는 우견편단이다. 나발의 머리에는 육계가 뚜렷하고 단아한 얼굴 표정, 그리고 안정되고 조용한 신체 형태는 현실적 사실주의 양식으로 석굴암 불상과 함께 불상양식 전개에 중요한 위치를 차지한다. 불상의 높이는 2.1m 대좌 높이 75cm이다. 특히 불꽃 문양의 광배 꼭대기에는 화불이 모셔져 있으며 양쪽에 구름을 타고 날으는 두쌍의 비천상이 역동적으로 묘사되어 있다. 석불의 기단석에 보면 부처님께 차공양을 올리는 보살상이 조각돼있어 신라시대에도 차문화가 발달돼있다는 사실을 추정할 수 있게 하는 좋은 자료이다.

## 같이 보기
- 청량사

## 참고 자료
- 합천 청량사 석조여래좌상 - 국가유산청 국가유산포털